# Mossley
Mossley este un oraș în comitatul Greater Manchester, regiunea North West, Anglia. Orașul se află în districtul metropolitan Tameside.